# علم النفس التطوري للأديان
علم النفس التطوري للأديان هو دراسة الاعتقاد الديني باستخدام مبادئ علم النفس التطوري. ويتّبع نهج علم نفس الأديان. يُقال أنّ بنية الدماغ الوظيفية لها أساس جينيّ كما هو الحال مع جميع أجهزة الجسم الأخرى ووظائف الأجهزة الأخرى، وبالتالي فإنّها تخضع لتأثيرات الانتقاء الطبيعي والتطور. يسعى علماء النفس التطوريون إلى فهم العمليات المعرفية، والدين، من خلال فهم وظائف البقاء والإنجاب التي قد تخدمهم.

## آليات التطور
هناك اتفاق عامّ بين العلماء على أنّ النزعة إلى الانخراط في السلوك الدينيّ تطوّرت في وقت مبكّر من تاريخ البشرية. ومع ذلك، فهناك اختلافٌ حول الآليّات الدقيقة التي دفعت لتطور العقل الديني. هناك مدرستان فكريّتان تفسّران هذه القضيّة إحداهما تقول أنّ الدّين بحدّ ذاته قد تطوّر بسبب الانتقاء الطبيعي وتكيّف معه، وفي هذه الحالة يُمنح الدين نوعًا من الميّزة التطوريّة، والأخرى تقول أنّ المعتقدات والسلوكيات الدينية ربّما ظهرت كمنتجات ثانوية لصفات تكيفية أخرى دون أن يتم اختيارها في البداية بسبب منافعها الخاصة.
غالباً ما يتطلّب السلوك الديني تكاليف كبيرة بما في ذلك التكاليف الاقتصادية أو الامتناع عن الزواج أو استهلاك وقت مهمّ من الممكن أن يتمّ استهلاكه في أمور أخرى أو حتّى السلوكيّات الخطرة على الحياة. وهذا من شأنه أن يشير إلى أنّ عملية الانتقاء الطبيعي يجب أن تعمل ضدّ السلوك الدينيّ إلّا في حال كان للدين أو لشيء آخر وثيق العلاقة مع الدين منافع ضخمة.

### الدين كًتَكَيّف
قام ريتشارد سوسيس (Richard Sosis) وكانديس ألكورتا (Candace Alcorta) بمراجعة العديد من النظريات البارزة للقيمة التكيّفيّة للدين كثير منها هي «نظريات التضامن الاجتماعي»، التي تنظر إلى أنّ الدين على أنّه تطوّر لتعزيز التعاون والتماسك داخل المجموعات. يتوفر للفرد أيضاً كونه عضو في المجموعة الدينية فوائد كثيرة يمكن أن تعزز فرصه في البقاء والتكاثر. تتراوح هذه المزايا من المنافع التي يجنيها الفرد من التناسق مع المجموعة إلى تسهيل قواعد السلوك المكلفة.
يقترح إدوارد أو ويلسون (Edward O. Wilson) في نظريّته حول الاجتماعية العليا دافع تطور الدين لتماسك المجموعة وافترض أنّ أفراد نسبة مئوية صغيرة من الأنواع بما في ذلك الإنسان العاقل، والنمل، والنمل الأبيض، والنحل، وعدد قليل من الأنواع الأخرى، قاموا بتكرار جيناتهم عن طريق التمسّك بواحدة من عددٍ من المجموعات المتنافسة. يفترض كذلك نمو التفاعلات المعقّدة بين التطوّر الفردي والتطوّر الجماعيّ في الإنسان العاقل وذلك بفضل ضخامة الجزء الأمامي من الدّماغ عند البشر العاقلين (homo sapiens).
قد تساعد نظريّات التضامن الاجتماعي هذه على تفسير الطّبيعة المؤلمة أو الخطيرة للعديد من الطقوس الدينيّة. تقترح نظرية الإشارات المكلفة أنّ مثل هذه الطقوس قد تكون بمثابة إشارات عامّة ومن الصّعب تزييفها والتي تعني أنّ الفرد ملتزم بإخلاص بالمجموعة. وبما أنّ نتيجة محاولة خداع النظام ستكون مفيدةً بشكل كبير -الاستفادة من مزايا المعيشة الجماعيّة دون تحمل أي تكاليف محتملة- فإن الطقوس لن تكون شيئًا بسيطًا يمكن الاستخفاف به. تعتبر الحرب مثالًا جيدًّا على تكلفة المعيشة الجماعية، فقد قام ريتشارد سوسيس (Richard Sosis)، وهوارد سي. كريس (Howard C. Kress)، وجيمس س. بوستر (James S. Boster) بإجراء مسحٍ عبر الثقافات أظهر أنّ الرجال في المجتمعات التي تشارك في الحرب يقومون بأكثر الطقوس تكلفةً.
إنّ الدراسات التي تظهر ارتباطا مباشراً وإيجابيّاً بين الممارسة الدينيّة والصحّة وطول العمر هي الدراسات الأكثر إثارة للجدل، فقد قام هارولد ج. كونيج (Harold G. Koenig) وهارفي ج. كوهين (Harvey J. Cohen) بتلخيص وتقييم نتائج 100 دراسة قائمة على الأدلّة التي فَحصت بشكل منهجيّ العلاقةَ بين الدّين ورفاه الإنسان حيث وجدا أنّ 79% من الحالات أظهرت تأثيراً إيجابيّاً. تحظى هذه الدراسات بشعبية كبيرة في وسائل الإعلام، كما ظهر من برنامج (National Public Radio) الحديث والذي استضاف البروفيسور في جامعة ميامي جايل إيرونسون (Gail Ironson) الذي وجد أنّ الإيمان بالله والإحساس العالي بالروحانيّات هي مؤشّرات جيّدة على انخفاض الحمل الفيروسي ومستويات الخلايا المناعية المحسّنة لدى مرضى الإيدز. ومع ذلك فقد نقلت صحيفة نيويورك تايمز الأمريكية عن الدكتور ريتشارد بي سلون (Richard P. Sloan) من جامعة كولومبيا قوله "..ليس هناك دليل مقنع بأنّ هناك علاقة بين الانتماء الدّينيّ والصحّة" ". لا يزال هناك جدلٌ حول مدى صحّة هذه النتائج وهي لا تثبت بالضرورة وجود علاقة مباشرة بين الدين والصحة. يدّعي مارك ستيبيتش (Mark Stibich) وجود علاقة واضحة بين الاثنين لكن السبب في ذلك لا يزال مجهولاً.
إنّ انتقاد هذه الآثار الوهميّة بالإضافة إلى ميّزة الدين تعطي إحساساً بإمكانيّة وجود آليّات أقل تعقيداً من السّلوك الديني يمكن أن تحقق مثل هذه الأهداف.

### الدين كنتيجة ثانويّة
يستشهد ستيفن جاي غولد بالدّين كمثالٍ على التكيّف أو على (النتائج الثانوية التي تظهر عند تطوّر بعض الخصائص الأخرى أو ما يعرف بالإنجليزية بـ (Spandrel))، لكنّه لا يختار بنفسه سمة محدّدة يعتقد أنها قد نتجت بالفعل من خلال الانتقاء الطبيعي. ومع ذلك، فإنّه يطرح اقتراح فرويد بأنّ أدمغتنا الكبيرة والتي تطورت لأسباب أخرى، أدّت إلى الوعي وأنّ بدايات الوعي قد أجبرت البشرَ على التعاملِ مع مفهوم الوفيات الشخصية. فلربّما كان الدين حلاً لهذه المشكلة.
اقترح باحثونَ آخرون عمليّات نفسيّة محددة ربما تكون قد اختيرت للدين. قد تتضمن مثل هذه الآليات القدرة على استنتاج وجود كائنات حيّة قد تكون مؤذية (اكتشاف العوامل)، والقدرة على التوصّل إلى سرد سببي للأحداث الطبيعية (المسبّبات المرضية)، والقدرة على إدراك أنّ الآخرين لديهم عقول خاصة بهم، معتقداتهم الخاصة، ورغباتهم، ونواياهم (نظرية العقل). هذه التعديلات الثلاثة (من بين عدد من الأمور أخرى) تسمح للبشر بتخيل عوامل هادفة وراء العديد من الملاحظات التي لا يمكن تفسيرها بسهولة، على سبيل المثال، الرعد، البرق، حركة الكواكب، تعقيد الحياة.
يقترح عالم الأنثروبولوجيا الإدراكية باسكال بوير (Pascal Boyer)، في كتابه «الدين مُفَسّراً» (Religion Explained)، أنّه لا يوجد تفسير بسيط للوعي الديني. وهو يعتمد في ذلك على أفكار علماء الأنثروبولوجيا المعرفية دان سبيربر (Dan Sperber) وسكوت أتران (Scott Atran)، اللذان تحدّثا عن أنّ الإدراك الديني يمثل نتاجًا ثانويًا للتكيّفات التطورية المختلفة، بما في ذلك علم النفس الشعبي.
تكلّم العالمان السابقان عن أنّ من المفيد للبشر في أغلب الحالات أن يتذكّروا مفاهيم «الحد الأدنى من بديهيّات الحدس» التي تختلف إلى حدٍّ ما عن الروتين اليومي وتنتقد التوقّعات البشرية الفطرية حول كيفية بناء العالم. فالإله الذي يشبه البشر في جوانب كثيرة ولكنّه أقوى منهم بكثير هو أحد هذه المفاهيم بينما غالباً ما يكون الإله التجريديّ الذي يناقشه علماء اللاهوت باستفاضة أكثرَ غموضاً. تؤكد التجارب أنّ المتدينين يفكرون في إلههم بعبارات مجسّدة حتى لو كان هذا يتعارض مع العقائد اللاهوتية الأكثر تعقيدًا في دينهم.
استنبط بيير لينارد (Pierre Lienard) وباسكال بوير (Pascal Boyer) نظرة تدور حول تطوير البشر لـ«نظام الاحتياط من المخاطر» والذي يسمح لنا بالكشف عن التهديدات المحتملة في البيئة ومحاولة الاستجابة بشكل مناسب. هناك العديد من السمات للسلوكيات الطقسيّة، والتي غالباً ما تكون سمة رئيسية للدين، يتم إجراؤها لتحفيز هذا النظام وهو ما يشمل سبب ممارسة هذه الطقوس، وغالبا ما يكون منع الخطر أو القضاء على الشرّ، أو تجنّب الضرر الذي سينتج عن عدم أداء تلك الطقوس، واحتواء النصوص الدينية على تفاصيل دقيقة حول كيفيّة الأداء السليم للطقوس. يناقش لينارد وبوير إمكانية توفير نظام الخطر الاحترازي لمزايا اللياقة البدنية في حدّ ذاته، وأنّ الدّين «يربط بين القلق الفردي الذي لا يمكن السيطرة عليه مع العمل المنسّق مع الآخرين، وبالتالي يجعلها مقبولةً أكثر أو ذات معنى».
يقترح جاستين إل. باريت (Justin L. Barrett) في كتابه «لماذا يؤمن أي شخص بالله؟» انّ الإيمان بالله هو أمر طبيعيّ لأنّه يعتمد على الأدوات العقلية التي يمتلكها جميع البشر. ويقترح أنّ الطريقة التي يتمّ بها هيكلة عقولنا وتطويرها تجعل من الإيمان بوجود إله عظيم بخصائص عظيمة -كامتلاكه علماً فائقاً، وقوة عظمى وخلود- جذاباً للغاية. كما يقارن باريت الإيمان بالله بالاعتقاد في العقول الأخرى، ويخصّص فصلًا كاملاً من كتابه للنظر في علم النفس التطوري للإلحاد. يقترح أنّ واحدة من الوحدات الذهنية الأساسية في الدماغ هي الجهاز الفعّال للكشف عن الوكالة (HADD)، وهو نظام مُفترض آخر لتحديد الخطر. قد يمنح الـ "HADD" ميّزة النجاة من الموت حتّى لو كان حسّاساً للغاية: فمن الأفضل تجنّب حيوان مفترس خيالي بدلاً من القتل على يدٍ شخص حقيقي. هذا من شأنه أن يميل الإنسان إلى تشجيع الإيمان بالأشباح والأرواح.
على الرغم من أنّ البشر قد بدأوا على الأرجح باستخدام قدراتهم المعرفية النّاشئة لتلبية الاحتياجات الأساسيّة مثل التغذية والتزاوج، إلّا أن نظرية إدارة الإرهاب تقول أن ذلك حدث قبل وصولهم إلى النقطة التي نشأ فيها الوعي الذاتي (وبالتالي نهاية الوعي الذاتي). أصبح الوعي بالوفاة نتيجة ثانوية مدمّرة للغاية للوظائف التكيّفية السابقة. وهدّد القلق الناتج عن ذلك بتقويض هذه الوظائف بالذات ومن ثم الحاجة إلى تحسينها. أيّما تكوين اجتماعي أو ممارسة اجتماعية كان من المفترض أن تحظى بقبول واسع من الجماهير كانت بحاجة إلى توفير وسيلة لإدارة هذا الإرهاب. فكانت الإستراتيجية الرئيسية لفعل ذلك هي «أن تصبح فردًا ذا قيمة في عالم من المعنى... وكسب تقدير الذات [عبر] إنشاء الثقافة والحفاظ عليها»، لأنّ هذا من شأنه أن يعالج الإحساس بالتضليل الذي يمثله الموت ويقدّم أولاً: الخلود الرمزيّ من خلال تراث ثقافة تعيش على ما وراء الذات الجسدية («الأهمية الدنيوية») ثانياً: الخلود الحرفيّ، الوعد بالحياة الآخرة أو الوجود المستمر في الأديان («الأهمية الكونية»).

### الدين باعتباره سلوك متناقل (ميم)
يقترح ريتشارد دوكينز في كتابه «الجين الأناني» أنّ السلوكيّات الثقافية المتناقلة تعمل مثل الجينات حيث أنّها تخضع للاختيار الطبيعي. ويجادل دوكينز في كتابه «وهم الإله» بأنه لأنه لا يمكن التشكيك في الحقائق الدينية، فالأديان في طبيعتها تشجّع على الانتشار مثل فيروسات للعقل. ومن الضروري في مثل هذا التصوّر أن يكون الأفراد غير القادرين على التشكيك في معتقداتهم أكثرَ ملائمة بيولوجيّاً مع محيطهم مقارنةً بالأفراد القادرين على التساؤل حول معتقداتهم وهكذا، يمكن أن نستنتج أنّ الكتب المقدسة أو التقاليد الشفهية خلقت نمطًا سلوكيًا رفع اللياقة البيولوجية للأفراد المؤمنين. وبالمقابل فالأفراد الذين لديهم القابليّلة لتحدّي هذه المعتقدات حتّى لو كانت غير مرجّحة الصّحّة فيصبحون أكثر ندرةً في المجتمع.
يفترض هذا النموذج أنّ الدّين ما هو إلّا نتيجة ثانويّة للوحدات الإدراكيّة التي نشأت في ماضينا التطوري داخل الدماغ البشري للتعامل مع مشاكل البقاء والتكاثر. قد تنشأ المفاهيم الأوّلية للعوامل الخارقة للطبيعة في ميل البشر إلى «تجاوز» وجود البشر الآخرين أو الحيوانات المفترسة (يخطئون لحظيّاً في في اختيار كرمة الثعبان). فعلى سبيل المثال، قد يدرك الرجل أنّه شعر بشيء يتسلل إليه، لكنّه يختفى بمجرّد النظر حوله.
قصص هذه التجارب هي الأكثر ترجيحاً لإعادة سردها مراراً وتكراراً وتزيينها ونقلها بسبب وصفها لفئاتٍ وجوديّة قياسيّة (الإنسان، الأدوات التي صنعها الإنسان، الحيوانات، النباتات، المواد الطبيعية) مع خصائص مضادّة للعدوى (كالبشر غير المرئيّين والبيوت التي تستطيع تذكّر الأحداث التي حصلت معهم وما إلى هنالك) قصص مثل هذه تصبح أكثر ظهوراً عندما تكون مصحوبةً بتفعيل توقّعات لا تنتهك الأفكار الوجودية (كالمنازل القادرة على تذكّر نشاط علم نفس العقل البديهي، بمعنى أنّنا ننسب تلقائيّاً عمليات التفكير لها).
واحدة من السمات البديهيّة لعلم نفس العقل هي أنّ البشر دائماً ما يهتمّون بشؤون الآخرين، ممّا يسبّب بكلّ تأكيد ميلاً إلى لمفاهيم الخارقة للطبيعة للتخاطب مع المشاعر الأخلاقية البشريّة البديهيّة (المبادئ السلوكية التطورية). وبالإضافة إلى ذلك فإنّ وجود جثث الموتى يخلق حالةً إدراكيّة مزعجة تستمرّ فيها الأحلام والوحدات العقلية الأخرى (تحديد هوية الشخص والتنبّؤ بالسلوك المستقبلي) بالانفصال عن الواقع مما يخلق إحساساّ غير متوافق أنّ الموتى لا يزالون في مكان ما. عندما يقترن ذلك مع الاستعداد البشري لإدراك سوء الحظ كحدثٍ اجتماعي (باعتباره مسؤولية أحدٍ ما وليس نتيجةً لعمليات ميكانيكيّة) فإنّ ذلك قد ينشّط رغبة بديهيّة في القيام بعمليات تواصل ممّا يؤدّي إلى ميل عند البشر لمحاولة التفاعل والتفاوض مع الوكلاء الخارقين للطبيعة عن طريق الشعائر والطقوس الدينيّة.
عند دراسة مجموعة كبيرة بما فيه الكفاية، فسيبدو بعض الأفراد أكثر مهارة في هذه الطقوس من الآخرين وسيصبحون أخصائيين. ومع نموّ المجموعة وتصدّيها للمجموعات الأخرى، فسيترتّب على ذلك منافسة شديدة، وقد يؤدي تأثير «البقاء للأصلح» إلى قيام الممارسين بتعديل مفاهيمهم لتوفير نسخة أكثر تجريدًا وأكثر قبولًا على نطاق واسع. وفي نهاية المطاف يقوم الممارسون المتخصصون بتشكيل مجموعة متماسكة أو طائفة لها الأهداف السياسيّة المصاحبة لها (الدين).